# Drajna de Sus
Drajna de Sus – wieś w Rumunii, w okręgu Prahova, w gminie Drajna. W 2011 roku liczyła 1090 mieszkańców.